# Étienne Boirot
Pour les articles homonymes, voir Boirot.
Étienne Boirot est un homme politique et magistrat français né le 6 octobre 1779 à Charroux (Allier) et mort le 27 août 1849 au même lieu.

## Biographie
Claude Étienne Boirot est le fils de Pierre Boirot, marchand tanneur à Charroux, et de Reine Marie Bouquerot, d'une famille de marchands de Charroux. Pierre Boirot est le frère cadet d'Antoine Boirot (1744-1831), député du Puy-de-Dôme.
Propriétaire, juge de paix du canton de Chantelle, maire de Charroux (1831), conseiller d'arrondissement, conseiller général de 1839 à 1849, il est député de l'Allier de 1834 à 1839, siégeant dans l'opposition de gauche sous la Monarchie de Juillet.
Il épouse Marguerite Henriette Poumerolle (1795-1875), fille d'un ancien conseiller en l'élection de Montluçon. Ils ont eu quatre enfants, dont Claudius (1812-1901), maire de Charroux en 1870.
Il meurt le 27 août 1849 à onze heures du matin à son domicile, rue de la Poulaillerie à Charroux.

## Pour approfondir